# Hebius septemlineatus
Hebius septemlineatus (тенчунський вуж) — вид змій родини полозових (Colubridae). Ендемік Китаю.

## Поширення і екологія
Тенчунські вужі мешкають на заході китайської провінції Юньнань, зокрема в околицях Тенчуна. Вони живуть на берегах водойм і рисових полях. Живляться дрібними жабами і рибою.